# Мария Елизавета Саксонская (1610—1684)
Мария Елизавета Саксонская (нем. Maria Elisabeth von Sachsen; 22 ноября 1610, Дрезден — 24 октября 1684, Хузум) — герцогиня Гольштейн-Готторпская, супруга герцога Фридриха III.

## Биография
Дочь курфюрста Иоганна Георга I и его супруги Магдалены Сибиллы Прусской. Обручилась в 1627 году, вышла замуж в 1630 году, её брак был организован королевой Дании и Норвегии Софией и вдовствующей герцогиней Саксонской Гедвигой. В приданое получила картину Лукаса Кранаха старшего.
В 1659 году овдовела и в 1660 году переехала в замок Хузум, ставший культурным центром, где она играла роль патронессы. Выпустила свою интерпретацию Библии в 1664 году.

## Дети
От брака с Фридрихом III имела 16 детей:
- София Августа (1630—1680), замужем за князем Иоганном Ангальт-Цербстским, мать Иоганна Людвига Ангальт-Цербстского, бабушка Кристиана Августа Ангальт-Цербстского, прабабушка Екатерины II.
- Магдалена Сибилла (1631—1719), замужем за герцогом Густавом Адольфом Мекленбург-Гюстровским
- Иоганн Адольф (1633).
- Мария Елизавета (1634—1665), замужем за ландграфом Людвигом VI Гессен-Дармштадтским
- Фридрих (1635—1654)
- Гедвига Элеонора (1636—1715), замужем за шведским королём Карлом X Густавом[4]
- Адольф Август (1637)
- Иоганн Георг (1638—1655)
- Анна Доротея (1640—1713)
- Кристиан Альбрехт (1641—1695), герцог Гольштейн-Готторпский, женат на Фредерике Амалии Датской
- Густав Ульрих (1642)
- Кристина Сабина (1644)
- Август Фридрих (1646—1705), князь-епископ Любекский, женат на Кристине Саксен-Вейсенфельской
- Адольф (1647)
- Елизавета София (1647)
- Августа Мария (1649—1728), замужем за Фридрихом VII, маркграфом Баден-Дурлахским